# Маска Тигра

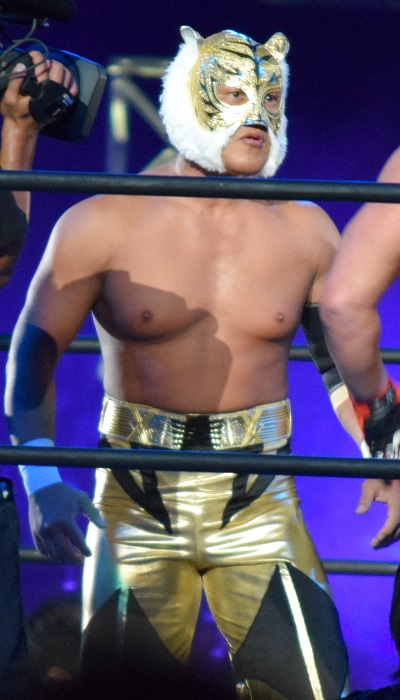
Маска Тигра IV

Маска Тигра (яп. タイガーマスク, Таига Масуку) — персонаж нескольких японских рестлеров. Персонаж был вдохновлен заглавным героем манги Икки Кадзивара и Наоки Цудзи 1968 года Tiger Mask о рестлере, который был отъявленным хилом в США, но стал фейсом после возвращения в Японию, когда один мальчик сказал, что хочет стать злодеем, как Маска Тигра, когда вырастет. По состоянию на 18 июля 2010 года, пять рестлеров использовали образ Маски Тигра во время своих выступлений.

## История
В начале 1980-х годов букеры промоушена New Japan Pro-Wrestling (NJPW) лицензировали персонажа и создали реальную Маску Тигра, которую первоначально изобразил Сатору Саяма, чтобы помочь усилить свой дивизион младших тяжеловесов. В США Маска Тигра стал первым рестлером, который одновременно владел титулами чемпиона WWF в полутяжелом весе и чемпиона мира NWA в полутяжелом весе. Саяма играл эту роль до 1983 года, когда он покинул NJPW из-за своей ненависти к закулисной политике рестлинга в целом. В роли Маски Тигра Саяма враждовал с Куниаки Кобаяси, канадцем Бретом Хартом, англичанином Крисом Адамсом, Стивом Райтом и легендарным Динамит Кидом, мексиканцем Фишманом и оригинальным Черным Тигром.
Злой персонаж-близнец Чёрный Тигр (в черном костюме с серебряными полосами) был создан компанией NJPW в 1981 году для противостояния Саяме, и его изображал Марк Рокко, хотя он враждовал не только с Маской Тигра. В роли Черного Тигра Рокко также враждовал с Коброй (Джордж Такано), а третье воплощение Чёрного Тигра — Эдди Герреро также враждовал с Дзюшином Громом Лайгером и Диким Пегасом. В течение многих лет Черного Тигра изображали только иностранные рестлеры, но традиция была нарушена в 2009 году, когда Тацухито Такаива был переодет в Черного Тигра. Томохиро Исии также недолго побыл шестым воплощением в 2010 году.
В 1984 году права на Маску Тигра были куплены All Japan Pro Wrestling (AJPW) и переданы Мицухару Мисаве. Мисава враждовал с Динамит Кидом и Куниаки Кобаяси, а также с Чаво Герреро-старшим и Атсуши Онитой; затем он перешел в тяжелый вес и враждовал, хотя и безуспешно, с Джамбо Тсурутой и Геничиро Тенрю. В мае 1990 года, после ухода Тенрю из AJPW, Мисава отказался от маски в середине матча и боролся под своим именем.
В марте 1992 года Кодзи Канэмото из NJPW стал третьей Маской Тигра, но не был успешен из-за доминирования Дзюшина Грома Лайгера. Канэмото так и не смог завоевать титул в качестве Маски Тигра, и в конце концов потерял маску в матче «маска против маски» против Лайгера в январе 1994 года.
В 1994 году в серии игр Tekken дебютировал персонаж Кинг, основанный на Маске Тигра Саямы и мексиканском рестлере Фрай Тормента.
С 1995 года титул Маска Тигра носит Йосихиро Ямазаки, который обучался непосредственно (и официально поддерживается) Саямой. Маска Тигра IV, первоначально базировавшийся в Michinoku Pro Wrestling, пришел в NJPW в 2002 году.
Пятое поколение Маски Тигра, боец ММА Икухиса Минова, дебютировал 18 июля 2010 года вместе с оригинальной Маской Тигра, Саямой, в командном матче в Maki Dojo.
В связи с запуском аниме-сериала Tiger Mask W, 10 октября 2016 года на шоу King of Pro-Wrestling NJPW дебютировал Tiger Mask W. Этого персонажа изобразил Кота Ибуси и объединился с Маской Тигра IV в матче против Казучики Окады и Гедо.
В октябре 2018 года Сатору Саяма объявил о дебюте Шинсэцу Маски Тигра, своего ученика, причем Шинсэцу в переводе с японского означает «истинное учение».

## Участники
| Поколение           | Имя               |
| ------------------- | ----------------- |
| Маска Тигра I       | Сатору Саяма      |
| Маска Тигра II      | Мицухару Мисава   |
| Маска Тигра III     | Кодзи Канэмото    |
| Маска Тигра IV      | Йошисиро Ямадзаки |
| Маска Тигра V       | Икухиса Минова    |
| Маска Тигра W       | Кота Ибуси        |
| Шинсэцу Маска Тигра | Масакацу Фунаки   |